# نیکلای آوداکوف
نیکلای استپانی آوداکوف ( انگلیسی: Nikolai Avdakov؛ ۲۸ فوریهٔ ۱۸۴۷ – ۲۴ سپتامبر ۱۹۱۵) کارآفرین، مهندس معدن، صنعتگر و سرمایه‌دار ارمنی‌تبار اهل امپراتوری روسیه بود. وی از سال ۱۹۰۶ تا سال ۱۹۱۵ (زمان مرگش) با انجمن صنعت و تجارت همکاری می‌نمود.

## زندگی‌نامه
وی در ۲۸ فوریه [سبک قدیمی: ۱۶ فوریه] ۱۸۴۷ در شچدرینسکایا به دنیا آمد  وی در ۲۴ سپتامبر [سبک قدیمی: ۱۱ سپتامبر] ۱۹۱۵ در سن ۶۸ سالگی درگذشت.